# Paradysderina newtoni
Espèce
Paradysderina newtoni est une espèce d'araignées aranéomorphes de la famille des Oonopidae.

## Distribution
Cette espèce est endémique de la région de Huánuco au Pérou,. Elle se rencontre vers 1 700 m d'altitude dans la cordillère Azul.

## Description
Le mâle holotype mesure 1,69 mm et la femelle 1,76 mm.

## Étymologie
Cette espèce est nommée en l'honneur d'Alfred Francis Newton.

## Publication originale
- Platnick & Dupérré, 2011 : The Andean goblin spiders of the new genera Paradysderina and Semidysderina (Araneae, Oonopidae). Bulletin of the American Museum of Natural History, no 364, p. 1-121 (texte intégral).